# Doctor Belisario Domínguez (Juárez)
Doctor Belisario Domínguez es una localidad del municipio de Juárez ubicado en el noroeste del estado mexicano de Chiapas.

## Geografía
La localidad de Doctor Belisario Domínguez se sitúa en las coordenadas geográficas 17°36′17″N 93°08′55″O / 17.604722, -93.148611, a una elevación de 34 metros sobre el nivel del mar.

## Demografía
Según el Conteo de Población y Vivienda 2005, efectuado por el Instituto Nacional de Estadística y Geografía, Doctor Belisario Domínguez tenía 724 habitantes, en 2010 la población era de 703 habitantes, y para 2020 había 744 habitantes, de los cuales 359 son del sexo masculino y 385 del sexo femenino.
| Gráfica de evolución demográfica de Doctor Belisario Domínguez entre 2005 y 2020 |
|                                                                                  |
| INEGI.                                                                           |